# Striophytoecia
Striophytoecia is een kevergeslacht uit de familie van de boktorren (Cerambycidae). De wetenschappelijke naam van het geslacht werd voor het eerst geldig gepubliceerd in 1969 door Breuning.

## Soorten
Striophytoecia is monotypisch en omvat slechts de volgende soort:
- Striophytoecia mirei Breuning, 1969